# باسلوق

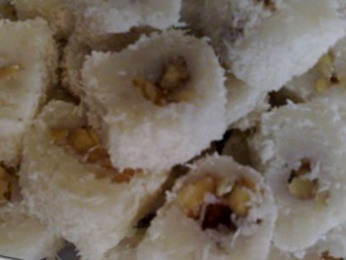
در تهیهٔ این سجوق به جای دوشاب از شکر استفاده شده‌است.

باسلوق گونه‌ای شیرینی است که سوغات مراغه، ملایر، ساوه و اراک می‌باشد. برای تهیه این شیرینی از دوشاب (شیره انگور)، نشاسته، مغز بادام یا مغز هستهٔ شیرین زردآلو و ادویه استفاده می‌شود.

## طرز تهیه

### باسلوق
باسلوق را در مراغه معمولاً اواسط آذرماه تهیه می‌کنند تا در حدود عید نوروز آماده مصرف شود. فرایند آماده کردن باسلوق که حدود سه ماه به طول می‌انجامد اجمالاً بدین شرح است:
مغز بادام یا هسته زردآلو را در آب جوش خیس می‌کنند که پوستش کنده می‌شود، سپس در نخ‌های مخصوصی می‌چینند و آویزان می‌کنند تا خشک شوند.
دوشاب را تا جایی که یک سوم از آن تبخیر شود می‌جوشانند و با نشاسته مخلوطش می‌کنند سپس نخ‌های مذکور را داخل این مخلوط می‌کنند و دوباره آویزان می‌کنند پس از حدود نیم ساعت نخ‌ها را پایین آورده دوباره به آن مخلوط آغشته می‌کنند مجدداً نخ‌ها را آویزان می‌کنند تا حدود یک ماه بماند (این مرحله را تا سه بار نیز می‌توان انجام داد و ضخامت آن بیشتر می‌شود) پس از یک ماه باسلوق‌ها را پایین آورده در جعبه‌های چوبی می‌چینند و جعبه‌ها را در محل نرم و مرطوبی قرار می‌دهند تا شکرک بیاورد و آماده استفاده شود.

### سجوق
گاهی باسلوق را به جای چیدن بر روی نخ، گرد کرده داخلش مغز گردو می‌گذارند و در ظروف سفالی می‌چینند تا شکرک بیاورد. این نوع را سجوق می‌نامند.